# Афина Маттеи
Афина Маттеи — античная скульптура Афины; возможно, римская копия около 100 года до н. э. греческого бронзового оригинала IV века до н. э., предположительно, работы Евфранора.

## История и описание
Статуя является античной копией бронзового оригинала, обнаруженного в 1959 года в Пирее (Афины). C 1626 года скульптура находилась в коллекции Маттеи, откуда получила своё название. В 1808 году была приобретена кардиналом Фешем, в 1814 году перешла во владение семьи дома Бово-Краон. В 1821 году была приобретена Людовиком XVIII.

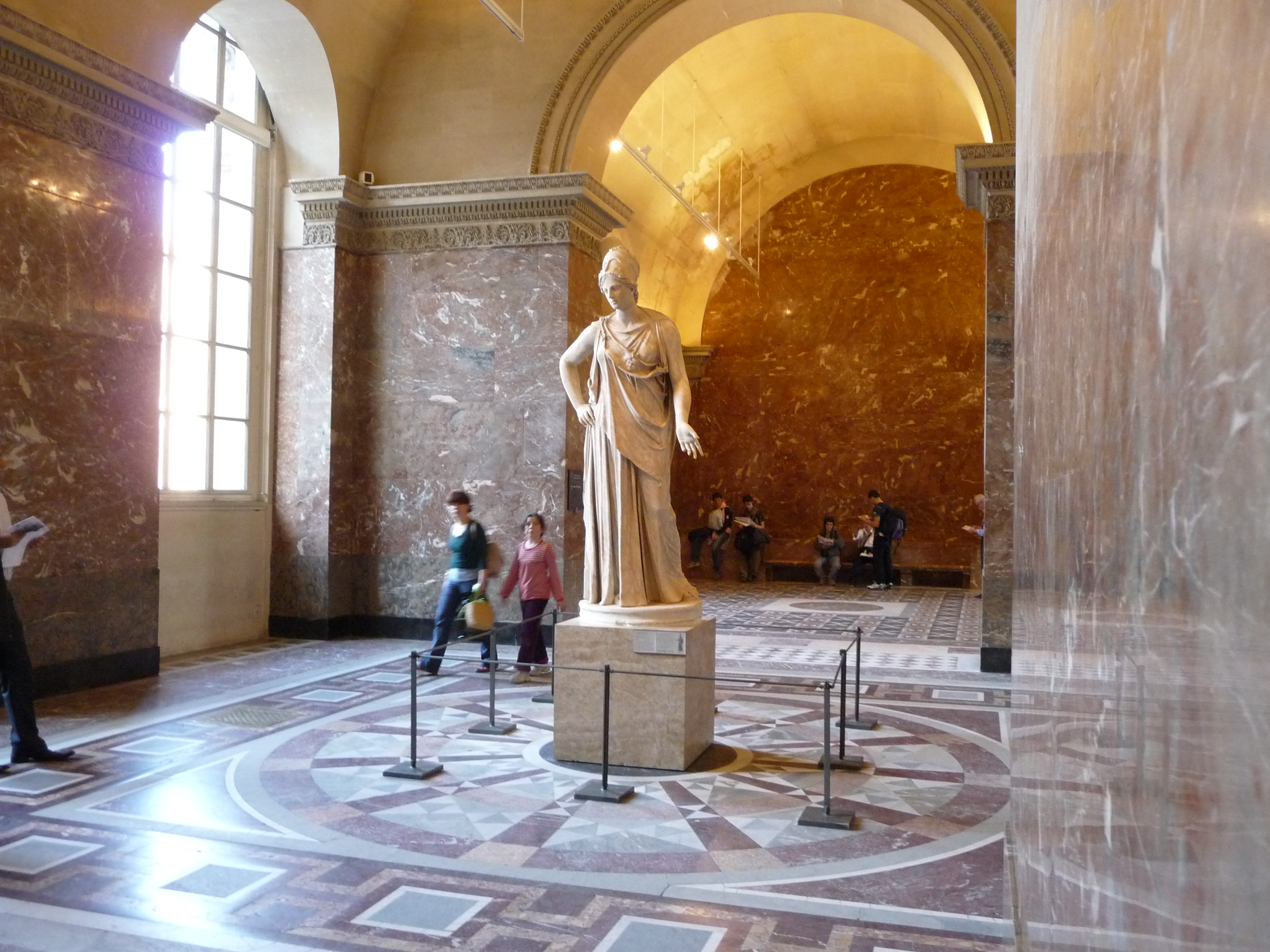
«Афина Маттеи» в зале Лувра

Афина стоит, опираясь на правую ногу со слегка согнутой левой. Левая рука повёрнута от тела богини, согнутая правая упирается в её талию. Специалисты предполагают, что в левой руке могло находиться копьё или щит. Копиист бронзовой статуи заменил изображенных на шлеме сов изображением бараньих голов. Скульптура претерпела современную реставрацию левых предплечья и кисти, пальцев правой кисти, правой части шеи и низа подбородка, а также элементов лица богини и её шлема.
Афина стоит в сандалиях (видны на её левой ноге) на основании. На ней находится пеплос, ниспадающий до земли. На груди имеется эгида, закреплённая на правом плече. В центре эгиды изображена Горгонейона (талисман от сглаза). Волосы собраны в причёску и накрыты халкидским шлемом.
Высота статуи вместе с основанием составляет 230 см. В настоящее время она находится в Лувре (инвентарный номер Ma 530), расположена в центре одного из залов на мраморном постаменте.